# Гатсас, Тед
Теодо́р «Тед» Га́тсас (англ. Theodore «Ted» Gatsas; род. 22 мая 1950, Манчестер, Нью-Гэмпшир, США) — американский политик-республиканец, член Исполнительного совета Нью-Гэмпшира, а ранее мэр Манчестера, член Сената Нью-Гэмпшира и олдермен городского совета Манчестера. Возможный кандидат от Республиканской партии для участия в выборах губернатора Нью-Гэмпшира (2016). Бизнесмен. Почётный попечитель Греко-американского университета.

## Биография

### Ранние годы, семья и образование
Родился в семье грека и ливанки, чьи родители были родом из Греции и Ливана, соответственно.
Отец Теодора, Луис Т. Гатсас, был хиропрактиком, владел собственным бизнесом в Манчестере, а мать, Полин Гатсас, работала в магазине одежды «Helene’s» в центре города, а также секретарём в одной из городских школ.
Вырос на семейной свиноферме на юге Манчестера, которой Гатсасы владели до 1959 года, когда там была построена автомагистраль.
В 1969 году окончил Центральную среднюю школу Манчестера, которая является самой старой государственной средней школой штата Нью-Гэмпшир.
В 1973 году получил степень бакалавра наук в Университете Нью-Гэмпшира в Манчестере.

### Карьера

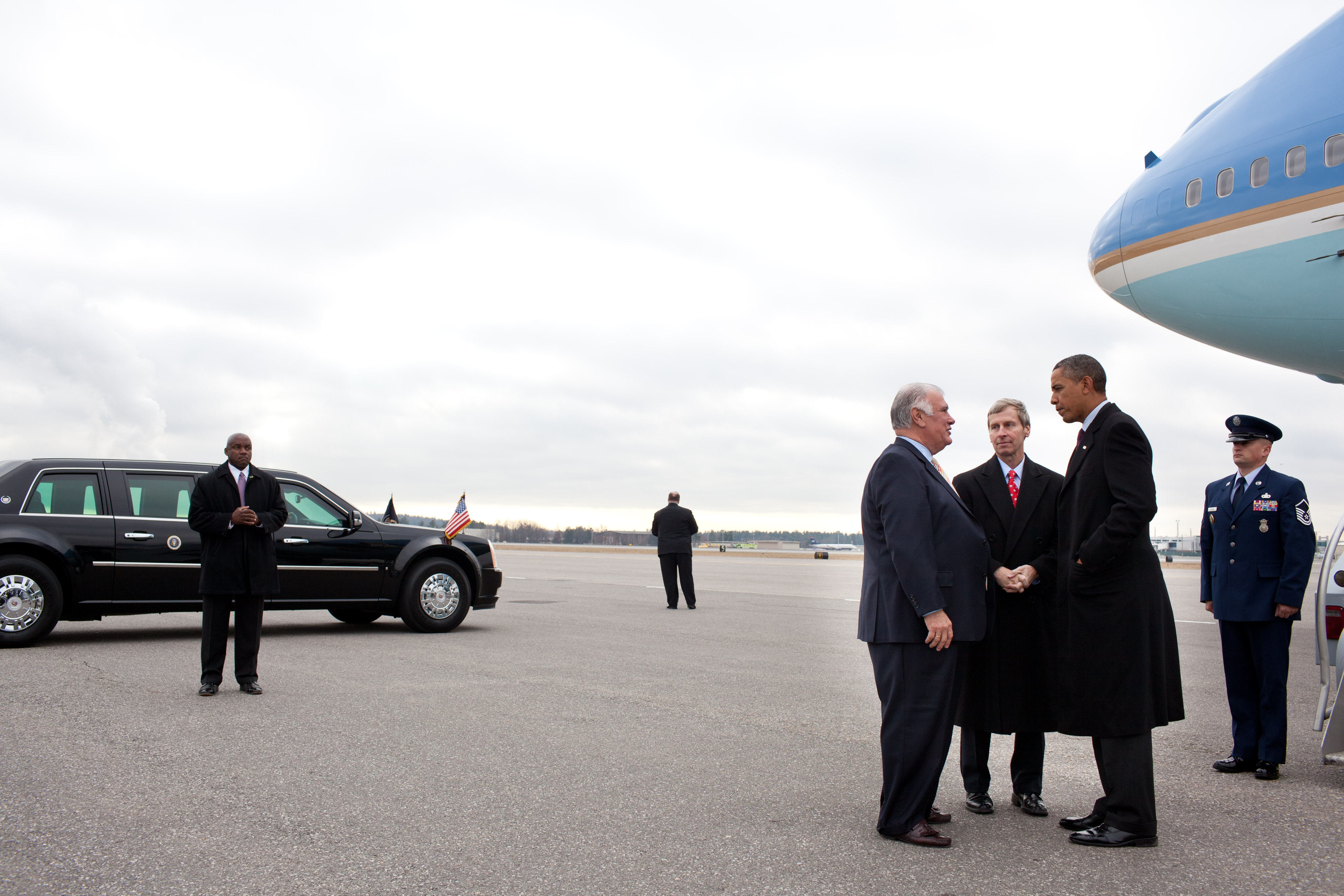
Прибывшего в Манчестерский аэропорт президента США Барака Обаму встречают мэр Манчестера Тед Гатсас (слева) и губернатор Нью-Гэмпшира Джон Линч (2011)

#### Бизнес
В 1986 году вместе со своим братом Майклом учредил компанию по лизингу персонала «Staffing Network», которая стала одной из крупнейших в своей области компаний в Новой Англии. В 1999 году её приобрела публичная корпорация «ADP Payroll». Тед и Майкл Гатсасы также были соучредителями ООО/конюшни «Gatsas Thoroughbreds», в которой содержалась чистокровная скаковая лошадь, серый мерин Гандер, дважды удостаивавшийся звания «Лошадь года» от Нью-Йоркской ассоциации лошадиных скачек.

#### Политика
В 2000—2009 годах — член Сената Нью-Гэмпшира.
В 2000—2010 годах — олдермен городского совета Манчестера.
В 2005—2006 годах — председатель Сената Нью-Гэмпшира.
В 2006—2010 годах — лидер меньшинства Сената Нью-Гэмпшира.
В 2010—2018 годах — мэр Манчестера (переизбирался в 2011, 2013 и 2015 годах).
С 2019 года — член Исполнительного совета Нью-Гэмпшира.
В 2016 году участвовал в праймериз, на котором избирался претендент на пост губернатора Нью-Гэмпшира от Республиканской партии. В итоге выдвижения своей кандидатуры добился Крис Сунуну, впоследствии одержавший победу и на всеобщих выборах.
Является казначеем греческого православного собора Святого Георгия в Манчестере, находящегося под юрисдикцией Бостонской митрополии.

## Личная жизнь
Женат на Кассандре Гатсас, которая является политической активисткой, сопрезидентом некоммерческой организации «Friends of Manchester Animal Shelter» (рус. Друзья Манчестерского приюта для животных).